# 水沼元輝
水沼 元輝（みずぬま げんき、2002年9月2日 - ）は、日本中央競馬会 (JRA)美浦トレーニングセンター所属の騎手である。
叔父に元騎手で現在は競馬学校の教官を務める小林淳一、従兄に騎手の小林凌大がいる。

## 来歴
栃木県で生まれる。小学校高学年の時、中山競馬場で行われた叔父の小林淳一騎手の引退レースを見て、騎手を志す。
2018年、競馬学校に37期生として入学。1年の留年を経て2022年に卒業する。
2022年3月6日の中山競馬第2競走で、ベルヴュードライヴに騎乗しデビュー(13着)。同年9月6日、大井競馬第10競走（YJSTR大井第2戦）でクラッチシュートに騎乗し1着、中央・地方通算64戦目で初勝利を挙げた。その後、翌週9月11日の中山競馬第1競走でネバレチュゴーに騎乗して中央競馬初勝利を挙げた。
2年目となった2023年は平地競走でも勝利数は増えていたが、冬の小倉ローカル滞在時に障害騎手と交流し「障害を経験することで、よりレベルを上げられると思いました。（負担重量の）減量も生かせるので」と障害競走にも挑戦する事を決意。同年4月22日の福島競馬第5競走・障害未勝利戦でアルカンサスに騎乗し、障害競走初騎乗を果たした（9着）。同年12月17日、中山競馬第4競走・障害未勝利戦で難波剛健の前日落馬負傷で急遽乗り代わりとなったエンデュミオンで1着となり、障害騎乗32戦目で障害戦初勝利となった。平地競走で勝利経験のある騎手の障害戦初勝利はセレモニー等が実施されないのが通例であったが、この日は他の障害騎手らの要望で次の第5競走終了後に記念撮影が行われ、（平地・障害問わずJRA初勝利時に使用される）『初勝利』のプラカード上部に『障害』のボードを貼り付けた即席の記念ボードが用意され、騎手仲間に囲まれて祝福を受けている。

### 不祥事
2024年5月31日、同月24日から26日までの競馬開催期間中に美浦トレーニングセンターおよび東京競馬場の調整ルーム居室内に通信機器（スマートフォン）を持ち込み、使用していた事実が判明した。この事は「騎手として重大な非行があったもの」と認められるため、裁定委員会に事案を送付の上で、日本中央競馬会競馬施行規程第148条第4項に基づき、2024年5月31日から裁定委員会の議定があるまで暫定的に騎乗停止処分となった。
師匠である加藤和宏調教師は自身のX（旧Twitter）の投稿で「絶対にやってはならないことをやってしまいました　加藤和宏、厩舎スタッフ共々本当に申し訳なく思います　厳しく指導し信頼を取り戻せるように精進します」と弟子の一件に関して謝罪した。
翌6月1日にJRAが会見で明らかにした事案の詳細では、開催期間中に騎手は調整ルームなどの業務エリアへの入室の際は通信機器は専用ロッカーに預けることを義務づけていたが、水沼は開催日の5月26日に「携帯電話を預けるふりをしてケースのみをロッカーに入れ、携帯電話を持ち込んでいた」とされる。その日の午前に美浦トレセンの調整ルームのロッカーにスマートフォンを預けておらず、その後、東京競馬場の同室へ入室した際も預けていなかった事実が発覚した。
これを本人を事情聴取したところ、美浦トレセン並びに東京競馬場の調整ルーム居室内で、飲食店の予約やTikTokなどのインターネット、SNSの閲覧でスマートフォンを使用していた事実が確認された。
このことから裁決委員は「ケースのみを預けるなど偽装工作があり、悪質性が高い」として「騎手として重大な非行があったもの」と判断した。
その後、裁定委員会による追加の事情聴取が行われ、行政手続法に基づき弁明の機会を付与したうえで、同年7月9日の第2回裁定委員会で処分が決定された。調査などの結果、2024年3月2日から同年5月26日までの間、調整ルーム入室義務期間中にトレーニング・センターおよび競馬場の調整ルームの居室内に複数回にわたりスマートフォンを持ち込み、Webサイト等の閲覧を継続的に行った。
また、同年5月26日の第2回東京競馬第12日に騎乗のところ、前日に美浦トレーニング・センター調整ルームの居室内で他者との通話および通信を行った事が改めて認められ、この行為は「本会の騎手として重大な非行があったもの」と認め、日本中央競馬会競馬施行規約第67条第17号および同会競馬施行規程第147条第20号により、2024年5月31日から2025年2月28日まで、約9か月間の騎乗停止処分が正式に決定した。JRAにおける騎乗停止処分としては、確認できる限りにおいて過去最長の騎乗停止期間となった。
処分が決定した同年7月9日、水沼・加藤は取材対応を行い、水沼は「自分の行動によって関係者やファンの皆さま、多くの人にご迷惑と信頼を失う行為をしてしまったと、自分でも深く理解して反省しております。9カ月間、しっかりと自分の行動と考えなどをいろいろと見つめ直して過ごしていきたいと思います。このたびは大変ご迷惑をおかけしました」と謝罪した。また加藤も「9カ月という審判を受けまして、本人が反省してそのことを胸に刻み込んで、日々努力して歯を食いしばって頑張ってもらいたいと思います。師匠と弟子という関係になって、親子のようなもの、自分の子どもようなつもりで育ててきたつもりです。ジョッキールームで（スマートフォン使用の）事件があった時に、もっと僕が的確にきつく言っておけばやらなかったのではないかという反省があり、責任があると思っています。まだまだ若いので、こういったことも将来につながるように日々努力をして頑張ってもらいたいと思います」と語った。今後は騎乗停止期間が明けるまで、厩舎作業などに従事するとしている。
過去の事例では2023年5月3日に若手騎手6人がスマートフォンの不適切使用に対する制裁で、日本中央競馬会施行規定第147条第19号により、今月13日から6月11日までの30日間（開催日10日間）の騎乗停止となっており、以降も断続的に通信機器の業務エリア（調整ルームなど）への持ち込みで中央・地方競馬、さらに若手・ベテランを問わずに騎乗停止となる事案が続出している。
また、本件と類似の事例として2023年に常習的な偽装工作で業務エリア内へのスマートフォンの持ち込みを行い、同年末に事案の発覚で開催日30日の騎乗停止処分を受けた櫻井光輔（川崎競馬所属）の例があり、櫻井は処分後に地方競馬全国協会（NAR）による2024年度の騎手免許が更新できず失効となっている。水沼の処分後に実施された2025年度騎手免許更新試験にて、携帯電話の不適切使用やその虚偽申告を行い1年間の騎乗停止処分中であった小林勝太が不合格（記録が確認できる平成以降、JRA所属騎手が同試験で不合格となった事例は史上初）となり、騎手免許が失効することとなった一方、騎乗停止処分の解除を目前に控えていた水沼は合格した。加藤は水沼について、依頼があれば2025年3月1日の1回小倉競馬11日目より騎乗を再開するとしており、実際には翌2日と併せた両日で計6鞍（各日3鞍ずつ）の依頼を受けて騎乗することとなった。
同年4月12日、福島5Rで騎乗したベラトールが1着となり、騎乗停止から復帰後の初勝利を挙げた。

## 人物
- 目標とする騎手は丹内祐次[22]。騎乗だけでなく、人として信頼してもらえるような騎手を目標としている。
- 趣味はお笑い、絵を描くこと[22]、クレーンゲーム[2]。
- 小学生時代は野球と剣道をしていた[2]。

## 騎乗成績
概要
|      |           | 日付           | 競馬場・開催   | 競走名                        | 馬名               | 頭数 | 人気 | 着順 |
| ---- | --------- | -------------- | -------------- | ----------------------------- | ------------------ | ---- | ---- | ---- |
| 平地 | 初騎乗    | 2022年3月6日   | 2回中山4日2R   | 3歳未勝利                     | ベルヴュードライヴ | 16頭 | 10   | 13着 |
| 平地 | 初勝利    | 2022年9月6日   | 10回大井2日10R | ヤングジョッキーズTR大井第2戦 | クラッチシュート   | 14頭 | 6    | 1着  |
| 平地 | JRA初勝利 | 2022年9月11日  | 4回中山2日1R   | 2歳未勝利                     | ネバレチュゴー     | 16頭 | 6    | 1着  |
| 障害 | 初騎乗    | 2023年4月22日  | 1回福島5日5R   | 障害4歳上未勝利               | アルカンサス       | 11頭 | 8    | 9着  |
| 障害 | 初勝利    | 2023年12月17日 | 5回中山6日4Ｒ  | 障害3歳上未勝利               | エンデュミオン     | 13頭 | 1    | 1着  |

出典: JRA日本中央競馬会 騎手名鑑プロフィールより

### 年度別成績
| 平地競走 | 平地競走 | 平地競走 | 平地競走 | 平地競走 | 平地競走 | 平地競走 | 平地競走 | 障害競走 | 障害競走 | 障害競走 | 障害競走 | 障害競走 | 障害競走 | 障害競走 |
| 年度     | 1着      | 2着      | 3着      | 騎乗数   | 勝率     | 連対率   | 複勝率   | 1着      | 2着      | 3着      | 騎乗数   | 勝率     | 連対率   | 複勝率   |
| -------- | -------- | -------- | -------- | -------- | -------- | -------- | -------- | -------- | -------- | -------- | -------- | -------- | -------- | -------- |
| 2022年   | 1        | 0        | 6        | 112      | .009     | .009     | .063     | -        | -        | -        | -        | -        | -        | -        |
| 2023年   | 7        | 3        | 3        | 261      | .027     | .038     | .050     | 1        | 2        | 1        | 33       | .030     | .091     | .121     |
| 中央     | 8        | 3        | 9        | 373      | .021     | .029     | .053     | 1        | 2        | 1        | 33       | .030     | .091     | .121     |
| 地方     | 0        | 0        | 0        | 4        | .000     | .000     | .000     | -        | -        | -        | -        | -        | -        | -        |